# Princess Resurrection-afsnit
Denne side indeholder en oversigt over de 26 afsnit af animeserien Princess Resurrection, der er produceret af Madhouse og udsendt første gang i Japan 13. april 2007 – 28. september 2007. Serien er baseret på Yasunori Mitsunagas mangaserie af samme navn.
Serien er udgivet i Japan i form af ni dvd'er fordelt med to afsnit på den første og tre afsnit på hver af de andre. I USA er den er den udgivet med japansk tale og engelske undertekster fordelt på to dvd'er med tretten afsnit på hver.
I 2010 lavede Tatsunoko Production en ny serie med tre nyanimerede OVA-afsnit, der udsendtes på dvd vedlagt mangabindene 13, 14 og 16.

## Bemærkninger
Benyttet våben: Et karakteristika for både de første bind af mangaserien og hele animeserien er, at der i stort set hvert eneste kapitel hhv. afsnit benyttes en ny form for våben i kampen mod de aktuelle fjender. Hvis ikke andet er bemærket, er det Hime, der benytter det nævnte våben.
Svarer til: Animeserien er baseret på mangaseriens bind 1-5 svarende til kapitel 1-23. De fleste animeafsnit modsvarer et mangakapitel, i det kapitel 20-22 dog er slået sammen til et afsnit, mens kapitel 18 er udeladt. For de øvrige gælder, at der er flyttet rundt på en del af historierne, men da de fleste er uafhængige af hinanden, har det kun beskeden betydning. Noget tilsvarende kan siges om de seks animeafsnit 11, 15-18 og 25, der ikke er baseret på nogle mangakapitler men er originale historier.
Ved OVA-afsnittene er indledningen af det første baseret på kapitel 1, mens det andet afsnit er en samling af kapitel 38-40. Resten af første afsnit og hele tredje afsnit er derimod originale historier.

## Afsnit
| # | Titel                                              | Sendt første gang  |
| --- | -------------------------------------------------- | ------------------ |
| |                                                    |                    |
| 01 | "Princess Resurrection" "Sosei Oujo" (蘇生王女)    | 13. april 2007     |
| Drengen Hiro Hiyorimi ankommer til et palæ, hvor hans søster Sawawa Hiyorimi har fået arbejde, blot for at finde det aflåst og forladt. Mens han efterfølgende går rundt i byen, redder han en mystisk pige fra at blive knust af faldende stålbjælker men betaler med sit eget liv. Pigen er Hime, og hun viser senere sin taknemmelighed ved at genoplive Hiro med sin livsflamme, mens han ligger i hospitalets lighus. Efter at han vågner, løber han tilbage til palæet, hvor Hime og hendes tjenestepige-androide Flandre er under angreb af et ulvekobbel under ledelse af varulven Lobo Wildman. Det lykkes for Hime at dræbe Wildman takket være Hiros indblanding. Bagefter forklarer hun Hiro, at han er blevet semiudødelig og tvunget til at tjene hende for altid. Benyttet våben: Kårde Svarer til: Bind 1, kapitel 1 |                                                    |                    |
| 02 | "Princess Destruction" "Hakai Oujo" (破壊王女)     | 20. april 2007     |
| En usynlig mand trænger ind i palæet for at dræbe Hime, der som forsvar jager han med en kædesav men uden held. Den usynlige mand sætter usynlige tråde op, som Hiro bliver fanget i, men Hime og Flandre redder ham. Mens Hiros livskraft daler, og han har brug for genoplivning, indser han efterhånden, at han er nødt til at tjene og følge Hime. Hime sårer den usynlige mand og forfølger ham ned i kælderen, før hun sætter palæet i brand. Den usynlige mand prøver at undslippe, men Hime hugger ham ned, da hun ser ham brænde. Benyttet våben: Kædesav Svarer til: Bind 1, kapitel 2 |                                                    |                    |
| 03 | "Princess Rampage" "Bousou Oujo" (暴走王女)        | 27. april 2007     |
| Halvvarulven Riza Wildman dukker op for at hævne sin halvbror Lobo Wildman, som Hime dræbte. Hiro forsøger at forhindre hende i at angribe Hime men uden held. Hime og Flandre jager Riza med en lastbil, før Hime fortæller Riza, at hendes handlinger ville bringe skam over Wildmans død. Hvad Riza ikke vidste før var nemlig, at hun var blevet brugt som en skakbrik for at få Wildman til at forråde Hime. Senere går Riza til sin brors grav og sørger over hans død, før hun tager væk. Benyttet våben: Dobbeltøkse, kårde (i mangaen var det enkeltøkse og armbrøst) Svarer til: Bind 1, kapitel 3 |                                                    |                    |
| 04 | "Princess Negotiation" "Koushou Oujo" (交渉王女)   | 4. maj 2007        |
| Hime, Hiro, Flandre og ufrivilligt Riza tager til Himes sommerhus ved en søbred for at slappe af. Om natten bliver huset hevet ned i søen, så de må evakuere det. De bliver omringet og fanget af en gruppe havmænd, der er ude efter Himes evne til at gøre folk udødelige. De bliver dog betænkelige, da de hører, at det kræver, at man dør først. En gigantisk havmand ved navn Poseidon er imidlertid utilfreds med den vending tingene har taget og udfordrer Hime til en duel, men Riza træder til og tager hendes plads. Riza har problemer med at kæmpe mod Poseidon men tilsynekomsten at en fuldmåne giver hende styrken til at besejre ham. Næste dag erklærer Riza, at hun vil holde sig til Hime i håb om en mulighed for at tage hævn på den af Himes søskende, der var ansvarlig for at Wildman forrådte Hime. Benyttet våben: Hammer Svarer til: Bind 1, kapitel 5 |                                                    |                    |
| 05 | "Princess Blood" "Kettou Oujo" (血統王女)          | 11. maj 2007       |
| Den mystiske og omsværmede skolepige Reiri Kamura lægger tilsyneladende an på Hiro og beder ham om at møde hende på skolens tag. Der afslører hun, at hun er vampyr, og suger hans blod, så han bliver til hendes vampyrslave. Riza bruger sine varulveinstinkter til at finde Reiri, der fortæller hende, at det er for at få adgang til palæet og få fat i Himes kræfter ved at suge hendes blod. Riza forsøger at holde Reiri tilbage så længe hun kan men uden held. Hiro vender tilbage til palæet men Hime vækker ham. Senere bliver Hiro imidlertid i stand til at invitere Reiri indenfor. Hime er til at begynde med ude af stand til at få ram på Reiri, men da Hime bruger en træstage til at forskrække Reiri, lader hun Reiri gå med en advarsel om aldrig at angribe hende igen. Benyttet våben: Sværd Svarer til: Bind 2, kapitel 7 |                                                    |                    |
| 06 | "Princess Alliance" "Doumei Oujo" (同盟王女)       | 18. maj 2007       |
| Himes søster Sherwood dukker op for at forslå en alliance mod de andre søskende. Hime takker nej, men Sherwoods plan var da også at lade hendes tjenestepige-androide Francisca plante en kæmpe menneskeædende plante, før de tager væk. Næste morgen dækker planten hele palæet. Hime, Flandre og Riza gør deres bedste for at bekæmpe planten og ender med at sætte palæet i brand. Hime planter den menneskeædende plante nær Sherwood og Francisca som hævn, men Hiro stiller sig i vejen for at forhindre Sherwood i at blive spist levende. Til slut indgår Hime og Sherwood en alliance. Benyttet våben: Rundsav Svarer til: Bind 2, kapitel 6 |                                                    |                    |
| 07 | "Princess Lightning" "Dengeki Oujo" (電撃王女)     | 25. maj 2007       |
| Hiro bliver bevidstløs, mens han køber ind, og bliver sendt på hospitalet. Da han vågner op, bliver han jaget af den gale hospitalsdirektør Housei Sanagida og hans håndlangere, der er interesserede i hans udødelighed. Hiro prøver at finde en vej ud af hospitalet, mens han gradvist bliver svagere. Hime, Flandre og Riza er klar over, at han har brug for genoplivning, og går ud for at lede efter ham. Reiri fortæller dem, at Hiro er på hospitalet. Sanagida tager Hiro til operationsstuen for at dissekere ham. Hime, Flandre og Riza rydder håndlangerne af vejen, før de kommer til Sanagida og befrier Hiro. Da Sanagida angriber Hime, dræber hun ham med elektrisk stød fra en defibrillator. Benyttet våben: Defibrillator Svarer til: Bind 1, kapitel 4 |                                                    |                    |
| 08 | "Princess Secret Room" "Misshitsu Oujo" (密室王女) | 1. juni 2007       |
| En tyfon hærger området, så vejene bliver blokeret af jordskred. Hiro, Hime og Riza er nødt til at overnatte på et motel, hvortil også Reiri har fundet vej. Men et edderkoplignende monster er på spil og æder to gæster op indefra. Hime og Reiri ignorerer situationen ved at spille skak, men Hiro of Riza samler de andre gæster for at lede efter monstret. De ser det komme ud af en anden gæst, men det mislykkes for Hiro og Riza at fange det. Efterfølgende kommer det ud af en fjerde gæst og forsøger at angribe en femte uden at Hiro og Riza kan forhindre det. Hime får imidlertid sat en stopper for det med et trykluftbor. Benyttet våben: Trykluftbor Svarer til: Bind 2, kapitel 10 |                                                    |                    |
| 09 | "Princess Monochrome" "Shirokuro Oujo" (白黒王女)  | 8. juni 2007       |
| Hime giver Hiro besked om at lykønske Sherwood med indflytningen i hendes nye palæ. Da han ankommer, ser han Francisca bære en panda, som hun kalder Ryu-ryu. Sherwood tillader Ryu-ryu at arbejde for sig og ser, om han kan gøre sig nyttig i palæet, men han ender med at gøre mere ondt end godt. Om aftenen dukker Reiri op ved palæet og advarer dem om, at en koloni af monsterflagermus snart vil angribe. Under kampen bliver Ryu-ryu ramt, mens han beskytter Sherwood. Snart efter kommer Hime og Riza til hjælp, så monsterflagermusene bliver besejrede. Bagefter finder Sherwood og Francisca ud af, at Ryu-ryu ikke blev dræbt men bare slået ud. Benyttet våben: Økse Svarer til: Bind 3, kapitel 13 |                                                    |                    |
| 10 | "Princess Recollections" "Tsuioku Oujo" (追憶王女) | 15. juni 2007      |
| Mens Flandre er ude for at købe ind, møder hun androiden Ciel, der trænger til reparation, og bringer ham med hjem. Til gengæld hjælper han til rundt om i palæet. Han fortæller Flandre, at han arbejdede som minearbejder for tre år siden, men at han flygtede og rejste til en kyst, så havet og følte sig fri. Men i virkeligheden er hans erindringer programmerede sammen med en opgave om at kidnappe Hime. Det resulterer i en kamp, hvor han klarer sig godt mod Flandre, men Sherwood kommer med Francisca, der beskadiger Ciel. Han beder om, at nogle af hans dele bliver brugt til at redde Flandre. Bagefter vender han tilbage til Zeppeli, der har skabt ham, og konfronterer ham om sine opdigtede erindringer, før han udløser en bombe. Benyttet våben: Plejl Svarer til: Bind 2, kapitel 9 |                                                    |                    |
| 11 | "Princess Cat-Tongue" "Nekojita Oujo" (猫舌王女)   | 22. juni 2007      |
| Hiro finder en bevidstløs kat i vejkanten og beslutter sig for at tage hende med hjem. Sawawa hjælper med at tage sig af katten, som hun kalder for Hiroko. Men da Hiro vågner op næsten morgen, er Hiroko blevet til en kattepige, der er meget tiltrukket af ham. Senere opdager Hime, at der er sat nogle fælder op i palæet og udleder, at nogen er efter hende. Imens er Hiro ude at købe ind og støder på Sherwoods gruppe, men da de kommer til hendes palæ, bliver Sherwood angrebet af en frø-ninja kontrolleret af et halsbånd, som Francisca dog nemt besejrer. Hiro bemærker, at Hiroko bærer det samme halsbånd, og skynder sig tilbage til sit eget palæ. Om natten fanger de Hiroko på fersk gerning, men Hiro bliver såret, mens han fjerner hendes halsbånd. Hiroko er chokeret over sine egen handlinger og forsvinder næste morgen. Benyttet våben: Stridskølle Svarer til: Original historie |                                                    |                    |
| 12 | "Princess Attrition" "Shoumou Oujo" (消耗王女)     | 29. juni 2007      |
| Det regner, og Hiro er på vej til stationen for at hente Hime og Flandre, men han bliver stoppet af Sherwood og Francisca, der tvinger ham til at spille i arkadehallen med dem. Da regner hører op, vender han tilbage til palæet, blot for at se at Hime er blevet forkølet efter at være gået hjem gennem regnen. Apoteket er lukket, så han vender tilbage til arkadehallen, hvor Sherwood giver ham en speciel medicin til Hime. Om natten kommer en genoplivet farao for at dræbe Hime efter at have fået løfte om evigt liv. Farao angriber palæet med sin hær af svage men talrige mumier. Hime er imidlertid sløvet af medicinen og betror Hiro hendes liv til næste morgen. Senere kommer Sherwood og Francisca til for at hjælpe Hiro, Riza og Flandre med at holde mumierne stangen. Men Flandre og Francisca løber tør, så Hiro og Riza ender med at være fuldstændigt udmattede om morgenen efter at have besejret mumiehæren. På det tidspunkt vågner Hime imidlertid op og angriber Farao, som hun hugger ned med to kædesave. Benyttet våben: To kædesave Svarer til: Bind 3, kapitel 11                                                                                     |                                                    |                    |
| 13 | "Princess Sacrifice" "Ikenie Oujo" (生贄王女)      | 6. juli 2007       |
| Bilen med Hiro, Hime og Flandre bryder sammen, mens de er på vej hjem. De går hen mod en affolket landsby, men undervejs bliver Flandre væk, og Hime forstuver sin ankel, da de kort støder på en maskeret seriemorder i skoven. Men hvad Hiro og Hime ikke umiddelbart ved er. at de er blevet trukket ind i landsbyen Akasabis historie fra for 40 år siden. De ser silhuetter af indbyggerne og hører deres stemmer uden at se dem selv, og samtidig kommer der stadig flere opslag på landsbyens opslagstavle om forsvundne og myrdede personer. Det bliver dog efterhånden klart. at den maskerede seriemorder var imod et dæmningsbyggeri støttet af indbyggerne og senere endte med at brænde byen ned. Da en oversvømmelse sætter ind, flygter Hiro og Hime ud i skoven, hvor de igen støder på den maskerede seriemorder. Efter at Hiro holder ham tilbage, stikker Hime ham i hovedet med en høtyv. Om morgenen er Hiro og Hime tilbage i nutiden sammen med Flandre ved den sø, der blev skabt ved byggeriet af dæmningen. Benyttet våben: Høtyv Svarer til: Bind 4, kapitel 16 |                                                    |                    |
| 14 | "Princess Dead Run" "Shissou Oujo" (疾走王女)      | 13. juli 2007      |
| Et rygte siger at en spøgelsesrytter der færdes omkring Sasanagi-passet først vil opnå evig hvile, hvis nogen kan slå ham i et kapløb. Den udfordring tager Riza op med sin motorcykel i natlige kapløb men uden held. Men så en nat bliver hun pludseligt angrebet af rytteren, der har mistet sin hoved. Hun antager at rytteren leder efter sit hoved og tager efterfølgende Hiro med ud for at lede efter det. Hiro bliver imidlertid kidnappet af Sanagida, der bringer ham til Zeppeli, som sætter rytterens hjelm på Hiro. Den nu besatte Hiro finder Riza, men den hovedløse rytter dukker op og tager Hiro med sig. Da Riza forfølger den hovedløse rytter, dukker Hime op og slår hjelmen af Hiro med et baseballbat, hvorefter Riza sætter hjelmen tilbage på rytterens krop. Til sidst lykkes det for Riza at slå rytteren i et kapløb og give ham fred. Benyttet våben: Potageske, baseballbat Svarer til: Bind 3, kapitel 12 |                                                    |                    |
| 15 | "Princess Visitation" "Houmon Oujo" (訪問王女)     | 20. juli 2007      |
| Hiros klassekammerat Nozomi Kobuchizawa viser to andre kammerater, Yoshida og Murayama, billeder, der viser at Hiro bor sammen med tre smukke piger. De går til palæet, mens de dagdrømmer om, hvordan det vil være at være sammen med Sawawa, Riza og Hime. Fremme konfronterer de Hiro med hvor heldig han er med at bo sammen med de tre piger. De tre drenge insisterer på at tjene under de tre piger, hvilket Hime går med til på den betingelse, at de sammen med Hiro skal foretage et kapløb gennem det fældefyldte palæ for at nå frem til hende. Undervejs forsøger Sherwood, Francisca, Ryu-ryu og Riza også at stoppe dem. Hiro klarer sig påfaldende godt, men det viser sig, at hans plads er blevet taget af en formskifter, som Hime fryser til døde. Efterfølgende råder Hime Hiro til at vælge sine venner med omhu, mens Ryu-ryu smider de tre drenge væk. Benyttet våben: Fælder Svarer til: Original historie |                                                    |                    |
| 16 | "Princess Succession" "Keishou Oujo" (継承王女)    | 27. juli 2007      |
| Riza føler sig ikke tilstrækkeligt udfordret af sin træning og tager sammen med Hiro, Hime og Flandre tilbage til søbredden, hvor havmændene har genopbygget huset. Riza sejler ud i en motorbåd og støder på Aron, en berømt kvindelig lejemorder fra haj-familien. Rizas motorbåd går på grund, og Aron bringer hende tilbage til bredden om natten, hvor de andre er dybt bekymrede for hende. Det viser sig, at Aron var gode venner med Lobo Wildman, hvilket minder Riza om, hvordan han blev dræbt af Hime. Poseidon finder Riza og fortæller de andre havmænd om det, hvorefter Riza bliver udfordret til at kæmpe mod Aron. Næste morgen forlader Riza og de andre søbredden og tager tilbage til palæet. Men om aftenen kommer Aron til palæet og afslører, at hun er udsendt for at dræbe Hime. Riza føler sig imidlertid motiveret af sin halvbrors død og besejrer Aron. Den døende Aron beder Riza om at hævne Wildman for hende også. Benyttet våben: Trefork Svarer til: Original historie |                                                    |                    |
| 17 | "Princess Maturity" "Toshima Oujo" (年増王女)      | 3. august 2007     |
| En heks sender sine monsterhjælpere ud i byen for at finde Hime og Sherwood. Francisca følger efter en af dem, efter at det har spist Hiros takoyaki og ødelagt Sherwoods hudplejeprodukter, men hun mister sporet af den. I stedet går hun til palæet for at fortælle Hime og de andre om det, uvidende om at monstret er fulgt efter hende. Monstret giver heksen besked, hvorefter hun kommer til Himes palæ for at fortælle, at hun søger evig ungdom. Lugten af Sawawas hjemmelavede jiaozi får hende imidlertid til at fortrække. Efterfølgende tager hun til Sherwoods palæ og prøver at suge Sherwood ind i sit magiske spejl, men hendes plan går i vasken, da Hime og de andre kommer. Da hun prøver at suge Sherwood ind for anden gang, bliver de andre trukket med, så spejlet bliver overbelastet og går i stykker. Hime lader heksen gå uden straf. Benyttet våben: Melboller Svarer til: Original historie |                                                    |                    |
| 18 | "Princess Hunter" "Karyuudo Oujo" (狩人王女)       | 10. august 2007    |
| En klodset men egentlig godhjertet vampyrjæger ved navn Shigara kommer til palæet og angriber Hime, som han fejlagtigt antager for at være en vampyr. Shigara fortæller at han er blevet vampyrjæger for at brødføde sin familie, før Hime beder ham gå. Efterfølgende finder han hjem til Zeppeli, men han lader sig ikke skræmme. I stedet bliver Shigara selv jaget ud af Sanagida, før Zeppeli foreslår, at han hellere skulle jage Reiri. Shigara prøver at koncentrere sig om sin mission men bliver distraheret af at gøre gode gerninger for folk i løbet af dagen. Om natten angriber Reiri Zeppeli for at fortælle Shigara hvor hun bor. Zeppeli bliver overrasket, hvilket gør det muligt for Shigara at stikke ham i ryggen med en træstav. Efterfølgende drager Shigara væk i glæde over endelig at have fuldført sin mission. Senere kommer det dog frem, at Reiri og Zeppeli havde arrangeret det for at slippe af med Shigara. Benyttet våben: Katana Svarer til: Original historie |                                                    |                    |
| 19 | "Princess Ocean" "Kaiyou Oujo" (海洋王女)          | 17. august 2007    |
| Hime, Hiro og Riza er ude at sejle, da de modtager et nødsignal fra en mystisk skib. Men ligesom andre skibe før dem kolliderer de med det, så deres egen båd synker, og de må redde sig om bord på skibet. Her bliver de jaget af zombier men bliver reddet af en varulv ved navn Keziah Bold. De finder ud af, at nødsignalerne bliver spillet på en fløjte af en havfruepige, der er skjult på skibet. De finder pigen, Madeleine, der er blevet forbandet for at bytte hendes stemme mod en menneskekrop. En spøgelseshaj på skibet bruger nødsignalerne til at få føde fra de druknedes sjæle. Keziah sætter ild på skibet for at sænke det, mens spøgelseshajen jager de andre, men Hime smadrer den med en lysekrone, så alle sjælene bliver givet fri. Keziah advarer de andre om at komme væk fra skibet, men Madeleine kalder på ham for at han skal redde sit eget liv, hvorved hun ofrer sit. Imidlertid dukker Himes storebror og Keziahs herre Emile op med sin kæmperobot Flanders og genopliver Madeleine. Madeleine fløjter et nyt nødsignal, så Hime, Hiro og Riza kan få hjælp, før Emile og de andre drager væk. Benyttet våben: Lysekrone Svarer til: Bind 3, kapitel 14 |                                                    |                    |
| 20 | "Princess Connection" "Renketsu Oujo" (連結王女)   | 24. august 2007    |
| Efter et besøg hos Sherwood møder Hiro Riza på vejen tilbage til palæet. Pludselig dukker en vampyr ved navn Duke Dracul op, besejrer Riza og kidnapper Hiro. Hime beordrer Riza og Reiri, der ved et uheld er blevet lænket sammen, til at befri Hiro fra Draculs slot. Da de kommer til vampyrbyen, tillader Riza Reiri at suge hendes blod, så hun kan blive en midlertidig vampyr. Da de kommer til slottet, bliver de angrebet af en kyklop-vagt, som de imidlertid får skubbet ud fra tårnet. Hime og Flandre ankommer med havmændene, så Dracul må flygte. Efterfølgende bliver Hiro reddet af Riza og Reiri. Benyttet våben: Håndjern (Riza og Reiri) Svarer til: Bind 4, kapitel 15 |                                                    |                    |
| 21 | "Princess Banishment" "Tsuihou Oujo" (追放王女)    | 31. august 2007    |
| Reiri har været fraværende fra skolen i tre dage. Kobuchizawa fortæller Hiro, at hun bor i en tom kirke. Da de to kommer hen til den, ser de at Reiri er blevet bandlyst fra vampyrsamfundet. Ydermere bliver hun nu angrebet af Dracul med en flok lavklassevampyrer. Hiro bliver for at hjælpe Reiri med at bekæmpe vampyrerne, mens Kobuchizawa tager til palæet for at bede Hime og Flandre. Riza er dog noget tilbageholdende, men til gengæld kommer Sherwood, Francisca og Ryu-ryu til hjælp sammen med Hime og Flandre. Omsider beslutter Riza sig for også at hjælpe og går sammen med Hime og Reiri om at nedlægge Dracul. Reiri skærer hans bryst med en træstav, Riza slår ham ud, og Hime stikker ham med en kårde. Han klarer dog at kommer tilbage til slottet, men Severin dræber ham i stedet for at genoplive ham. Kirken brændte ned under kampen, så Reiri flytter ind i palæet i stedet. Benyttet våben: Stødkårde Svarer til: Bind 4, kapitel 17 |                                                    |                    |
| 22 | "Princess Carnage" "Satsuriku Oujo" (殺戮王女)     | 7. september 2007  |
| Riza støder på de tre semiudødelige varulve Alex, Karim og Sarome, der er kommet for at dræbe Hime. Riza kæmper mod Alex udenfor men bliver såret, før hun besejrer ham. Hiro, Hime og Flandre kæmper mod Karim og Sarome indenfor, og Reiri kommer dem til hjælp. Flandre smider de tre varulve i kælderen, hvor Hime senere skyder dem gentagne gange med en pistol med sølvkugler. Imens minder Reiri Hiro om, at han er en kriger, der er forpligtet til at beskytte Hime. Mens Hime fortsætter skyderiet i kælderen, erkender Hiro udenfor grådkvalt, at hans liv tilhører hende. Benyttet våben: Plejl, pistol med sølvkugler Svarer til: Bind 2, kapitel 8 |                                                    |                    |
| 23 | "Princess Zombie" "Shiryou Oujo" (死霊王女)        | 14. september 2007 |
| Hiro, Hime, Flandre, Riza og Reiri går på jagt efter den af de kongelige søskende, der sendte Dracul og de tre varulve, og ender i en by. I en forladt lagerbygning støder de på en kvindelig kriger ved navn Micasa, som Riza og Reiri kommer op at kæmpe imod. Byen bliver fyldt med zombier, uden at nogen ved, hvem der står bag. Og for at gøre tingene værre, løber Flandre tør, mens de prøver at holde zombierne væk, indtil det bliver morgen. Micasa giver kort besked til sin herre, Himes storebror Severin, før hun vender tilbage for at kæmpe mod Riza. Flandre bliver genopladet, hvorefter Sherwood, Francisca og Ryu-ryu kommer for at hjælpe mod zombierne. Imens lykkes det for Riza at besejre Micasa. Benyttet våben: Metalstang (Riza, senere Hiro) Svarer til: Bind 5, kapitel 20, 21, 22 |                                                    |                    |
| 24 | "Princess Duel" "Kettou Oujo" (決闘王女)           | 21. september 2007 |
| En føniks dukker op på himlen, hvilket betyder at den kongelige familie er kommet. De kongelige vagter dukker op ved palæet med en anklage mod Hime om at indsætte en hær af zombier. Hun bliver taget til den kongelige ret, hvor det viser sig, at Severin står bag. Hime foreslår, at hun og Severin skal afgøre sagen med en duel, hvilket bliver tilladt. Under duellen taber Hime sit sværd, men selvom hun får fat i det igen, vælger hun ikke at bruge det. Det forskrækker Severin, der tager en pistol frem, som Hime imidlertid gør ukampdygtig, før hun dræber Severin med hans eget sværd. Derefter eksploderer Severins androide, en bitter påmindelse om at Flandre ville have gjort det samme, hvis Hime var blevet dræbt. Sagen er imidlertid afgjort til Himes fordel, og dommeren drager væk på føniksen. Benyttet våben: Sværd Svarer til: Bind 5, kapitel 23 |                                                    |                    |
| 25 (Ekstra) | "Princess Delinquent" "Furyou Oujo" (不良王女)     | 28. september 2007 |
| Flandre opfører sig mærkeligt, ødelægger ting og angriber Hiro gentagne gange. Hime bliver opmærksom på det og kontakter Sherwood om det. Mens de to prøver at finde årsagen, følger Hiro og Riza efter Flandre ned i byen. Det bliver en vild jagt, men Flandres ødelæggelser ender faktisk med at redde mange folk. De indhenter hende ved et kraftværk, hvor Hime fortæller Hiro og Riza, at Flandre snart vil selvdestruere. Sherwood sender Francisca ind for at kæmpe mod Flandre uden held, men til gengæld lykkes det for Hiro at mindre Flandre om sin forpligtelse overfor Hime. Flandre går så ned til havet, hvor hun kan selveksplodere uden skade, men da det ser ud som om, at hun gør det, dukker Emile op med Flanders, der strammer den løse skrue på hendes hoved, der var årsag til opførslen. Benyttet våben: Kædesav (Flandre) Svarer til: Original historie |                                                    |                    |
| 26 (Ekstra) | "Princess Coma" "Konsui Oujo" (昏睡王女)           | Direkte til DVD    |
| Flandre forsvinder i palæet, mens Reiri, Riza, Hiro og Hime opdager, at deres respektive kræfter ikke virker. Hime udleder at de fire er fanget i et fælles mareridt, efter at have vist at en ildspåsættelse på et gardin bare var en illusion. Imens prøver Flandre, der ikke at med i mareridtet, at vække dem. Inde i mareridtet bliver de fire angrebet af mange tidligere fjender, men de minder sig selv om, at de er indbildte. Efterhånden finder Hime ud af, at de er fanget i Hiros drøm. Flandre kontakter Sherwood, Francisca og Ryu-ryu for at få hjælp. Flandre og Francisca undersøger området, mens Sherwood og Ryu-ryu kommer med i mareridtet, fordi en form for energi får dem til at sove. Sherwood finder det ansvarlige væsen, som Hime hugger ned, så mareridtet ender. Benyttet våben: Stor økse Svarer til: Bind 4, kapitel 19 |                                                    |                    |

## OVA-afsnit
| # | Titel                                          | Sendt første gang                  |
| --- | ---------------------------------------------- | ---------------------------------- |
| |                                                |                                    |
| Intet | "Princess Darkness" "Kurayami Oujo" (暗闇王女) | 9. december 2010 (Direkte til dvd) |
| Afsnittets indledes med en opsummering af begivenhederne i mangaens første kapitel hhv. animeseriens første afsnit. Derefter skiftes til en historie der foregår efter animeseriens afslutning. En gruppe af såkaldte sande mørkegængere angriber palæet i jagten på Himes blod der vil kunne gøre dem udødelige og derved gøre det muligt for dem at færdes i det for dem dødbringende dagslys. Benyttet våben: Kædesav, projektører Svarer til: Prolog fra bind 1, kapitel 1, resten original historie Noter: OVA-afsnit på dvd vedlagt bind 13. |                                                |                                    |
| Intet | "Princess Express" "Tokkyuu Oujo" (特急王女)   | 9. marts 2011 (direkte til dvd)    |
| Hiro og Buchi stiger på et spøgelsestog som prins Emil bruger til at transportere sin kæmperobot Flanders. Men prins Gilliam forfølger toget for at ødelægge Flanders med sin kæmpe jernbanekanon. Men også Hime kommer ombord på toget og blander sig i kampen. Benyttet våben: Kædesav Svarer til: Bind 9, kapitel 38, 39 og 40 Noter: OVA-afsnit på dvd vedlagt bind 14. |                                                |                                    |
| Intet | "Princess Island" "Kotou Oujo" (孤島王女)      | 7. oktober 2011 (direkte til dvd)  |
| Sherwood og hendes følge ankommer til en mystisk øde ø, hvor de forsvinder sporløst. Efterfølgende kommer Hime, Sylvia, Gilliam og Emil og respektive følger også til øen, tilsyneladende inviteret af Sherwood. Men en efter en bliver folk dræbt eller forsvinder på tilsyneladende uforklarlig vis. Benyttet våben: Kårde Svarer til: Original historie Noter: OVA-afsnit på dvd vedlagt bind 16. |                                                |                                    |